# Türi
Türi (německy Turgel) je estonské město bez vlastní samosprávy, náležející do obce Türi kraje Järvamaa.
Město je členem sdružení vybraných měst Evropské unie, Douzelage.

## Historie v letopočtech
- 1347 První zmínka o městě
- 1687 Otevřena první škola ve městě
- 1900 Otevřena železniční stanice na trati z Vilajndi do Tallinnu
- 1917 Türi získává titul jako tržní město, který byl zrušen v roce 1941 sovětskými vojáky během 2. světové války
- 1995 Otevřeno městské muzeum Türi
- 1997 V Türi otevřena Fakulta pro vědy o životním prostředí
- 2000 Mart Laar, tehdejší pramiér Estonska, prohlásil Türi za jarní město Estonska
- 2005 Türi se stala správním centrem nově vzniklého Türi Parish

## Partnerská města
- Altea, Španělsko (1991)
- Bad Kötzting, Německo (1991)
- Bellagio, Itálie (1991)
- Bundoran, Irsko (1991)
- Kanton Granville, Francie (1991)
- Holstebro, Dánsko (1991)
- Houffalize, Belgie (1991)
- Meerssen, Nizozemsko (1991)
- Niederanven, Lucembursko (1991)
- Preveza, Řecko (1991)
- Sesimbra, Portugalsko (1991)
- Sherborne, Spojené království (1991)
- Karkkila, Finsko (1997)
- Oxelösund, Švédsko (1998)
- Judenburg, Rakousko (1999)
- Chojna, Polsko (2004)
- Kőszeg, Maďarsko (2004)
- Sigulda, Lotyšsko (2004)
- Sušice, Česko (2004)
- Zvolen, Slovensko (2007)
- Prienai, Litva (2008)
- Marsaskala, Malta (2009)
- Siret, Rumunsko (2010)